# La banda dei cinque
(Dalla sigla televisiva delle trasmissioni Rai)
La banda dei cinque (The Famous Five) è una serie televisiva inglese, trasmessa dalla ITV dal 3 luglio 1978 all'8 agosto 1979. In Italia, la serie è stata trasmessa, per la prima volta da Rete 2 dal 5 marzo al 5 aprile 1979.
La serie deriva da due precedenti film trasmessi in Danimarca: De 5 og spionerne del 1969 e De 5 i fedtefadet del 1970.
Entrambi i film sono ispirati al romanzo Five go adventuring again e in generale alla serie di romanzi dei Famous Five scritti da Enid Blyton, prolifica autrice inglese di testi per bambini e ragazzi.

## Trama
La serie racconta le avventure, che li vedono protagonisti come piccoli ed abili investigatori nella campagna inglese, di due ragazzi, Julian e Dick, e due ragazze, Anne e Georgina, che si fa chiamare George; il quinto della banda è il cane Timmy, che appartiene a Georgina. Julian, Dick ed Anne sono fratelli e sorella, mentre Georgina è una loro cugina.
Alcune delle loro avventure si svolgono nell'immaginaria isola di Kirrin Island di proprietà di George; la location originale (come riportato nei titoli di coda) è Exbury.

## Episodi
| Stagione         | Episodi | Prima TV originale | Prima TV Italia |
| ---------------- | ------- | ------------------ | --------------- |
| Prima stagione   | 19      | 1978               | 1979            |
| Seconda stagione | 7       | 1979               | 1979            |

## Personaggi e interpreti
- Julian Kirrin, interpretato da Marcus Harris
Intelligente ed acuto, è Il più grande del gruppo, cugino di George e fratello maggiore di Dick e Anne. Leader ideale per la "banda", anche se a volte si dimostra troppo autoritario.
- Giorgina detta George, interpretato da Michele Gallagher
Vivace e senza paura, non avendo fratelli, dedica tutto il suo affetto al suo cane Timmy, contro il volere del padre.
- Dick Kirrin, interpretato da Gary Russell
Il fratello minore di Julian e Anne, cugino di George. Dal carattere riflessivo, non gli manca il coraggio ed è sempre pronto a lanciarsi all'avventura.
- Anne Kirrin, interpretato da Jennifer Thanisch
Sorella di Julian e Dick, cugina di George. Dalla folta chioma bionda spesso adornata da un nastrino blu, è la più coscienziosa del gruppo ma non per questo rinuncia a seguire gli altri nella soluzione dei misteri.
- Timmy, il quinto elemento della banda, un Border collie (Toddy il vero nome) addestrato dal padrone Ben Woodgateile e che appartiene a George.
- Quentin Kirrin, interpretato da Michael Hinz
Il professore Quentin, padre di George e zio di Julian, Dick e Anne, sempre impegnato in segretissimi esperimenti e pronto a condividere le sue scoperte per il bene dell'umanità, rifiutando spesso generose offerte di denaro per i suoi brevetti, un eloquente esempio della filosofia open source.
- Fanny Kirrin, interpretata da Sue Best
Mamma di Giorgina e zia di Julian, Dick e Anne, dal carattere cordiale e generoso, disposta a perdonare le marachelle dei ragazzi.
- Rogers, interpretato da Friedrich von Thun
Lo scontroso giardiniere con una spiccata intolleranza al cane Timmy ed ai cugini di George.

## Edizione italiana
In Italia il telefilm è stato trasmesso da Rai 2 nel 1979, nel corso del contenitore pomeridiano "La Tv dei ragazzi", presentato dall'allora esordiente Marta Flavi. I dialoghi e la direzione del doppiaggio sono stati curati da Rosalba Oletta. La sigla italiana omonima del telefilm era cantata da Elisabetta Viviani, composta da Paolo Frescura e Italo Marino nelle musiche e Antonello De Sanctis per il testo. In Italia la serie non è mai stata molto popolare, a parte tra i ragazzi dell'epoca, in quanto poco replicata.

## Remake
Nel 1996 è stata girata una nuova serie televisiva intitolata The Famous Five che ripercorre sempre gli episodi originali della prima serie e dei libri. È più fedele ai romanzi mantenendo l'ambientazione anni'50, mentre la serie precedente era ambientata negli anni '70.
Nel 2008 è stata creata una serie animata intitolata I Famosi 5 - Casi misteriosi che ha come protagonisti i figli di Georgina, Julian, Dick, Anne e il cane Timmy.
Nel 2012 è uscito un film in coproduzione Germania-USA dal titolo I fantastici 5, al quale hanno fatto seguito quattro film: I fantastici 5 - Alla ricerca dell'occhio verde (2013), I fantastici 5 - Alla ricerca del tesoro perduto (2014), I fantastici 5 - Gli amuleti del faraone (2015) e I fantastici 5 - La valle dei dinosauri (2018).
Nel 2023 è stato annunciato un altro remake televisivo prodotto dalla ZDF e dalla BBC, in forma di miniserie in tre episodi: il regista sarà Nicolas Winding Refn.

## DVD
Sono disponibili raccolte in cofanetto di tutti gli episodi e, da novembre 2011, il DVD La banda dei cinque distribuito da Dynamic Italia - Dynit.